# Henri Pescarolo
Henri Pescarolo (n. 25 septembrie 1942, Paris, Île-de-France, Franța) este un fost pilot de Formula 1. De-a lungul carierei a luat startul în 56 de curse, niciuna din pole-position. Nu a câștigat nicio cursă și a terminat o singură dată pe podium, acumulând 12 puncte în întreaga activitate ca pilot de Formula 1.